# Kim Yo-jong
Dans ce nom, le nom de famille, Kim, précède le nom personnel Yo-jong.
Kim Yo-jong (en chosŏn'gŭl : 김여정), née le 26 septembre 1987 à Pyongyang (Corée du Nord), est une femme politique nord-coréenne. Elle est l'une des plus importantes personnalités politiques de la Corée du Nord depuis l'accession au pouvoir de son frère et actuel leader Kim Jong-un en 2011. Elle est responsable de l'organisation et de la planification des voyages et des apparitions publiques de Kim Jong-un.
Elle est la fille de Ko Yong-hui et de l'ancien leader nord-coréen Kim Jong-il, ainsi que la sœur cadette de l’actuel dirigeant, Kim Jong-un, dont elle est proche conseillère et un possible successeur.
En février 2018, elle devient le premier membre de la dynastie Kim à se rendre en Corée du Sud depuis la guerre de Corée, à l'occasion de la cérémonie d'ouverture des Jeux olympiques d'hiver de Pyeongchang. À l'automne 2021, sa nomination comme membre de la Commission des affaires de l'État, instance dirigeante suprême, confirme le rôle de premier plan qu'elle joue au sein du régime.

## Biographie
Peu d'éléments officiels sont disponibles concernant sa biographie.

### Origines
Kim Yo-jong serait née à Pyongyang le 26 septembre 1987 selon les services sud-coréens de renseignement, le 26 septembre 1989 selon les États-Unis. Elle effectue une partie de sa scolarité en Suisse à l’école de Liebefeld-Steinhölzli, sous le nom de Pak Mi-hyang, en compagnie de son frère Kim Jong-un (qui répondait lui au nom de Pak Un). Elle aurait ensuite été inscrite à l'université Kim Il-sung.
Elle retourne en Corée du Nord en 2000 ou 2001 puis ne fait plus parler d’elle jusqu’à la mort de son père, Kim Jong-il, fin 2011.

### Ascension aux côtés de son frère
En effet, sa première apparition médiatique a lieu en 2011, pendant les funérailles de son père Kim Jong-il. Elle fait partie des officiels qui apparaissent alors sur les photos de l’enterrement. Un lien particulier aurait existé entre Kim Jong-il et sa fille, qu’il a eue avec la danseuse Ko Yong-hui (également mère de Kim Jong-un), née au Japon et morte en 2004. Selon Konstantin Pulikovsky, représentant spécial de la Russie pour l’Extrême-Orient, Kim Jong-il répétait fièrement que Kim Jong-un et Kim Yo-jong montraient tous les deux le même intérêt et les mêmes dispositions pour la politique. Aussi, d'après un cuisinier japonais ayant servi pour la dynastie des Kim, le leader nord-coréen avait l'habitude d'appeler sa fille « la douce-douce Yo-jong » ou encore « princesse Yo-jong ».
Par la suite, avec l'accession au pouvoir de son frère, elle devient une figure plus visible du régime. En 2014, elle est nommée directrice adjointe du département de la Propagande et de l'Agitation du Parti du travail de Corée. Sa sœur aînée, Kim Sul-song, avait également travaillé à une époque à la propagande de leur père. À ce poste stratégique, Kim Yo-jong doit à la fois conseiller son frère mais aussi s’assurer que tous ses déplacements publics se déroulent sans heurts. Elle apparaît alors de plus en plus souvent sur les photos officielles, en retrait de Kim Jong-un.

### Responsable de la propagande
En juillet 2015, âgée de 28 ans, elle est nommée par Kim Jong-un à la tête du service de propagande du régime, étant notamment chargée de l'organisation du culte de la personnalité de son frère. Elle remplace à ce poste Kim Ki-nam, un hiérarque de 89 ans, qui était en poste depuis les années 1960. Cette nomination fait d'elle, selon Le Figaro, « la femme la plus puissante de Corée du Nord ». Elle signifie aussi le renforcement du pouvoir dynastique sur la politique du pays, traduisant le manque de confiance du leader nord-coréen vis-à-vis des cadres du parti, ainsi qu'une adaptation à la sphère diplomatique internationale, où le nombre de femmes est de plus en plus important. Ses messages sont jugés plus recevables à l'étranger que la langue de bois du régime, sans que ses prises de paroles n'aient le même poids que Kim Jong-un lui-même.
Peu d'éléments de sa vie privée sont connus. Depuis 2015, elle serait mariée avec Choe Song, fils de Choe Ryong-hae, le très influent secrétaire général du Parti du travail de Corée,. Le couple aurait au moins un enfant et Choe Song serait membre de la Division-39, une branche secrète du gouvernement chargée de trouver des fonds pour le régime et qui servirait aussi à alimenter la caisse noire personnelle de Kim Jong-un.
En 2017, elle est promue au Politburo. Avec cette promotion elle jouerait un rôle semblable à celui de sa tante, Kim Kyong-hui, ancienne conseillère très influente de son père décédé. Kim Kyong-hui était l'épouse de Jang Song-taek, le mentor de Kim Jong-Un, qui a été exécuté en décembre 2013 sous l'accusation de corruption et de trahison,.
Le 9 février 2018, elle assiste à la cérémonie d'ouverture des Jeux olympiques d'hiver à Pyeongchang, en Corée du Sud. Elle est la première de la dynastie nord-coréenne des Kim à se rendre sur le territoire sud-coréen depuis 1953. À l'époque, elle reste cependant médiatiquement en retrait de son frère.
En 2019 se tient à Hanoï un sommet entre la Corée du Nord et les États-Unis. Il s'agit d'un échec, aucun accord n'ayant été trouvé sur le sujet du nucléaire ; Kim Jong-un en sort humilié. Sa sœur semble alors avoir pâti de cet évènement puisqu'elle disparaît médiatiquement pendant près d'un an.
En avril 2020, son retour en grâce se confirme. Elle retrouve son poste de membre suppléant au Politburo. Alors que la santé de son frère est régulièrement questionnée et qu'il est de moins en moins présent médiatiquement, le nom de Kim Yo-jong est plusieurs fois évoqué par les spécialistes en cas d'hypothétique succession à la tête du pays,, mais plutôt dans un rôle de régente, la Corée du Nord gardant une tradition machiste et le fils de Kim Jong-un étant encore mineur. Kim Jong-un n'est cependant pas politiquement affaibli mais il signe une nouvelle répartition des rôles dans la fratrie : il délègue en effet à Kim Yo-jong un certain nombre de prérogatives, d'abord pour se ménager, ensuite pour éviter de trop s'exposer internationalement après l'échec du sommet de Hanoï. Elle est donc envoyée ferrailler sur la scène diplomatique, fustigeant les « impérialistes », notamment « l'ennemi sud-coréen », ce qui permet par contraste à son frère d'apparaître ensuite comme un modérateur. En juin, elle participe à la destruction du bureau de liaison intercoréen, ancien symbole de la « détente » entre les deux pays, ce qui lui vaut de nombreux éloges dans la presse nord-coréenne. Ce traitement médiatique est inédit, d'autant plus pour une femme, ce genre de compliment étant généralement réservé au leader du pays.
Bien que son titre officiel semble modeste (« vice-directrice du département du front uni du Parti des travailleurs »), elle est en réalité parfois considérée comme la véritable numéro 2 du régime. Le Monde tempère cependant cette affirmation : certes, sa légitimité par le sang est une source importante de son pouvoir, de même qu'elle mène avec son frère un médiatique jeu de rôle diplomatique, mais son influence en politique intérieure resterait minime.
À l'automne 2021, lors d'une session de l'Assemblée du peuple, elle est nommée membre de la Commission des affaires de l'État, « instance dirigeante suprême présidée par Kim Jong-un », confirmant ainsi son rôle de premier plan au sein du régime nord-coréen.

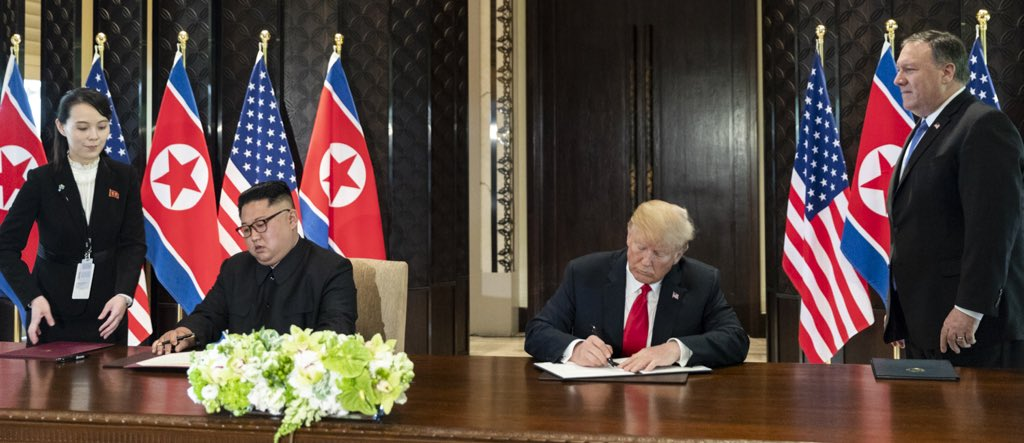
Kim Yo-jong aux côtés de son frère Kim Jong-un, lors du sommet de Singapour en 2018.
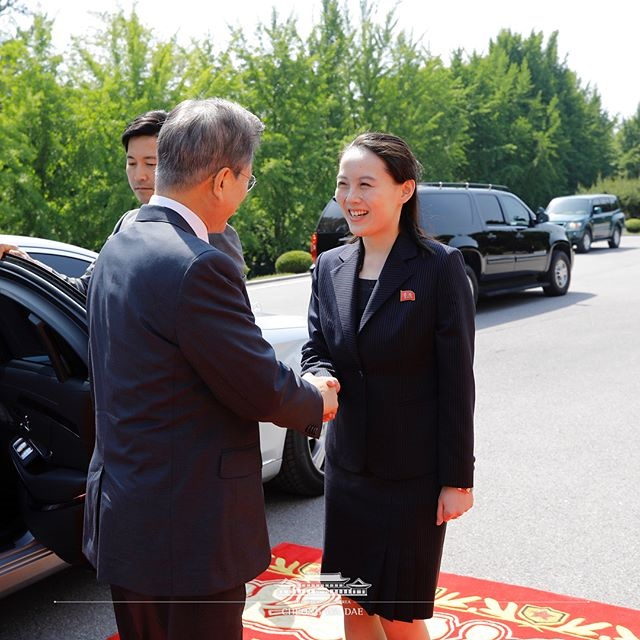
Kim Yo-jong et le président sud-coréen Moon Jae-in en 2018.
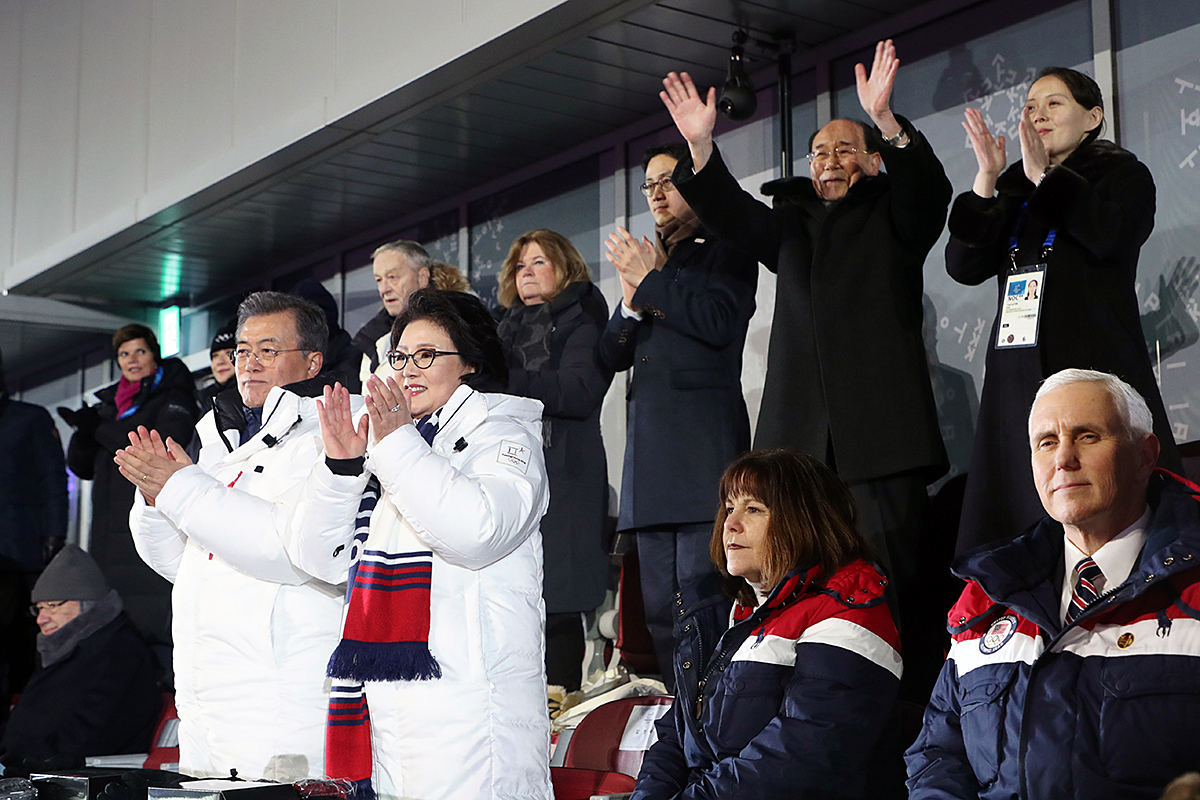
Moon Jae-in et Kim Jung-sook lors de la cérémonie d'ouverture des jeux olympiques d'hiver de 2018 se déroulant à PyeongChang. La délégation nord-coréenne est à l'arrière plan, avec Kim Yo-jong et Kim Yong-nam. Mike Pence, vice président des États-Unis, et sa femme Karen sont au premier plan à droite.